# Abstrakt algebra
Abstrakt algebra beskæftiger sig med aksiomatisk definerede algebraiske strukturer som grupper, ringe og legemer.

## Algebraiske strukturer
En algebra eller en algebraisk struktur består af en mængde af konstant-symboler (f.eks. '0' og '1'), en mængde af funktions-symboler, hvor hvert funktions-symbol har en aritet, dvs. et bestemt antal argumenter, og eventuelt en mængde af prædikat-symboler (eller relations-symboler), hvor hvert prædikat-symbol har en aritet. Disse symboler kaldes tilsammen algebraens signatur.
En bestemt algebraisk struktur fremkommer ved at definere aksiomer, som er udsagn over signaturen.